# Pants (film 1917)
Pants è un film muto del 1917 diretto da Arthur Berthelet e prodotto dalla Essanay di Chicago.

## Trama
Betty è una bambina molto ricca, piena di giocattoli, ma non ha amici. La zia, estremamente protettiva, le impedisce di frequentare i bambini delle case popolari, che sono gli unici vicini. Un giorno uno zio, scherzando con Betty, le suggerisce di scappare. Lei va al mare dove, in spiaggia, incontra altri ragazzini. Ma le bambine si rifiutano di giocare con lei perché non la conoscono. I maschi, invece, la snobbano perché non vogliono avere a che fare con una femmina. Betty, allora, prende gli abiti di un bambino che è andato a nuotare e si traveste da ragazzo. Il piccolo, non ritrovando i suoi vestiti, prende quelli lasciati dalla piccola ladra.

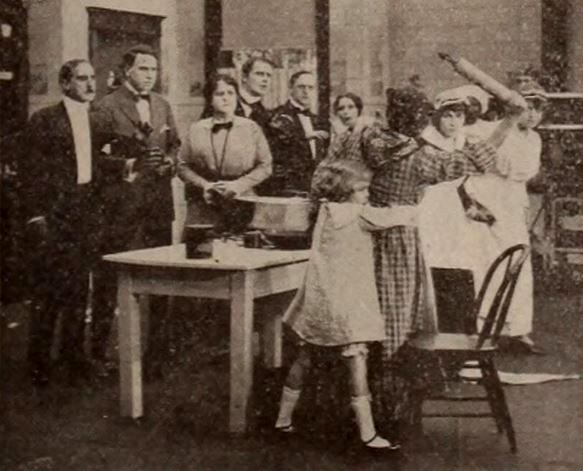
Foto apparsa il 1º settembre 1917 sull'Exhibitors Herald

Dopo la scomparsa da casa di Betty, la zia chiama la polizia. Il bambino che ha trovato i suoi vestiti viene prelevato dagli agenti ma arriva la piccola fuggitiva che chiarisce la situazione. I due bambini diventano amici. Il padre di Betty, finalmente le permette di giocare con i suoi coetanei e lei invita i bambini delle case popolari a una festa. Intanto il padre del suo amichetto tenta di rubare in casa. Scoperto, potrebbe venire arrestato ma il padre di Betty, invece di punirlo, decide di aiutarlo.

## Produzione
Il film fu prodotto dalla Essanay Film Manufacturing Company.

## Distribuzione
Distribuito dalla K-E-S-E Service, il film uscì nelle sale cinematografiche statunitensi il 10 settembre 1917 presentato da George K. Spoor.